# Bülent Ortaçgil
Bülent Ortaçgil, né le 1er mars 1950 à Ankara, est un chanteur et compositeur turc.

## Biographie
Bülent Ortaçgil a déménagé à Istanbul après le début de l'école élémentaire. Il est diplômé de la faculté de chimie de l'université d'Istanbul.

## Carrière musicale
Il a commencé à jouer de la guitare pendant ses études secondaires. Sa musique a été influencée par des artistes divers dont Les Beatles, Cat Stevens, Donovan et Bob Dylan. Il a publié son premier long morceau appelé Anlamsız durant ses études.
En 1974, son premier album est sorti sous le titre Benimle Oynar Misin?. Onno Tunc et Ergun Pekcan ont été parmi ceux qui ont aidé l'enregistrement et le mastering de ses albums.
Après s'être marié il interrompt sa carrière musicale pendant dix ans. Pendant ce temps, il a travaillé comme ingénieur chimiste dans des entreprises comme Pfizer et Netas Télécom. En 1985, Ortaçgil a joué avec Fikret Kizilok à la « Müzikevi Core ».
L'album pencere ONU Cicegi a été publié en 1986.
En 1991 est sorti l'album intitulé Oyuna devam. L'album a rassemblé certains de ses vieux amis comme Erkan Ogur, Cem Aksel et Gürol Agirbas, qui n'avaient pas joué ensemble depuis plus de 10 ans.
En 2000, un album hommage intitulé Şarkılar bir Oyundur a été publié, avec des performances de 22 différents chanteurs et groupes turcs, couvrant une grande variété de genres musicaux.

## Albums
- 1974 : Benimle Oynar Mısın?
- 1984 : Rüzgara Söylenen Şarkılar
- 1985 : Biz Şarkılarımızı...
- 1986 : Pencere Önü Çiçeği
- 1990 : 2. Perde
- 1991 : Oyuna Devam
- 1994 : Bu Şarkılar Adam Olmaz
- 1998 : Light
- 1999 : Eski Defterler
- 2000 : Şarkılar Bir Oyundur
- 2003 : Gece Yalanları
- 2010 : Sen
- 2011: Göğe Selam
- 2014: Bir Eksiğiz

## Source
- (en) Cet article est partiellement ou en totalité issu de l’article de Wikipédia en anglais intitulé « Bülent Ortaçgil » (voir la liste des auteurs).